# 柬埔寨—朝鮮民主主義人民共和國關係

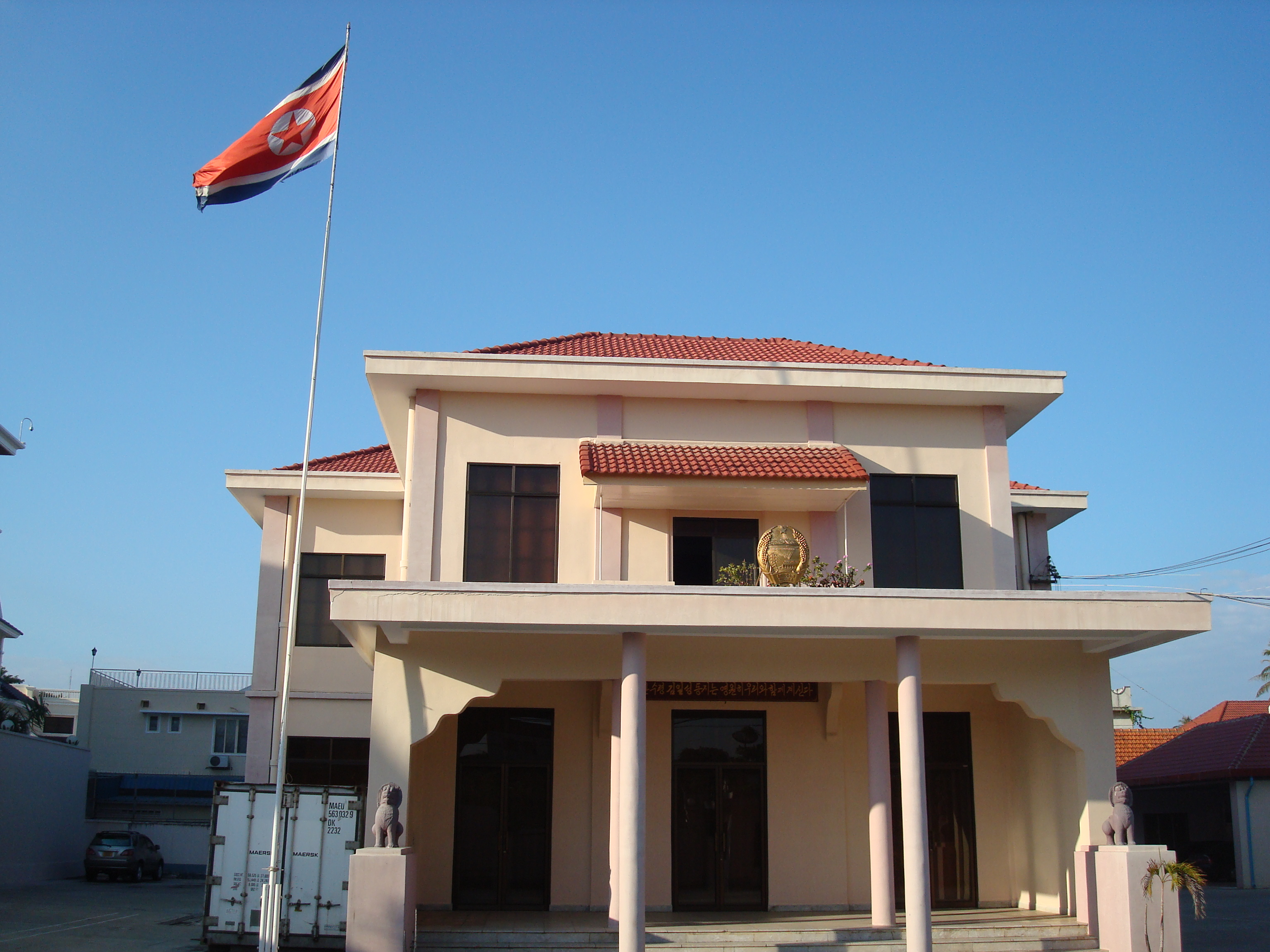
朝鲜駐柬埔寨大使館

柬埔寨－朝鮮民主主義人民共和國關係（韓語：캄보디아-조선민주주의인민공화국 관계），是指柬埔寨王國與朝鮮民主主義人民共和國之間的雙邊關係，朝鮮在柬埔寨首都金邊設有大使館，而柬埔寨則在朝鲜首都平壤亦設有大使館。

## 歷史
雙方于1964年12月24日建交。1965年，時任柬埔寨國家元首諾羅敦·施亞努在印度尼西亞雅加達會見朝鮮首相金日成。
1970年3月，時任柬埔寨首相兼國防大臣朗諾將軍和副首相西索瓦·施里瑪達趁西哈努克在蘇聯進行國事訪問期間發動政變，廢止君主制並改建共和制的高棉共和國，政變後，朝鮮繼續支持施漢諾領導的流亡政府。
1974年，北朝鮮在平壤附近為諾羅敦建造了一座名為“長壽園宮”的宮殿。1979年，在越南入侵紅色高棉之際，北朝鮮仍然支持施漢諾。直到1991年重新成為柬埔寨國王之前，西哈努克經常在北朝鮮旅居，回到柬埔寨時，一名前朝鮮人民军军官被西哈努克重金聘为其私人保鏢。

## 貿易
朝鮮在柬埔寨的一項更為重大投資是建設和管理暹粒的以高棉帝國為主題的吳哥全景博物館，朝鮮從該博物館獲得首十年的利潤，而第二個十年的利潤則與柬埔寨分利，二十年過後柬埔寨可獲得整個所有權和利潤。
另外，朝鮮也在柬埔寨經營餐館和以愛國為主題的表演，2002年，首間以朝鮮為主題的餐廳於在暹粒開業，並且以參觀該地區著名旅遊景點吳哥窟考古公園的韓國遊客為重要客源。在2003年，暹粒開設了兩間餐館，在金邊開設了三間。據韓國朝鮮日報估計，每家餐廳每年都要向國家貢獻10萬至30萬美元。